# 省汽车客运站
省汽车客运站（简称省站）位于中国广东省广州市环市西路145-149号，是一个大型汽车客运站场。
省站是广州交通集团广州市长途汽车运输公司属下的一个公路客运站，1997年被国家交通部评定为国家一级公路客运站场。原站位于越秀南路，1970年迁今址建站，占地2.7公顷。

## 公共交通
- 广州火车站
- 广州汽车客运站
- 地铁2号线、5号线：广州火车站
- 主要道路：环市路、内环路、广园西路、站前路